# Мордвинов, Игорь Владимирович
Игорь Владимирович Мордвинов (21 июня 1972, Павлово, Горьковская область, СССР) — российский футболист.

## Карьера
Воспитанник ДЮСШ-1 «Спартак» города Павлово. На высоком уровне в футбол начал играть в местном «Торпедо». В 1997 году Мордвинов провел 9 игр в Высшей лиге за нижегородский «Локомотив». Кроме того он принял участие в Кубке Интертото. В нём Мордвинов сыграл 2 игры и забил 1 гол.
В течение нескольких лет футболист играл в Первом дивизионе за смоленский «Кристалл» и читинский «Локомотив». За свою карьеру Игорь Мордвинов выступал также за такие команды, как «Терек», «Содовик», «Спартак» (Кострома), «Сибур-Химик».
Завершал карьеру в любительских командах. Некоторое время был играющим тренером клуба «Торпедо-Павлово».

## Достижения
- Победитель Второй дивизиона зоны «Юг» (1): 2002
- Бронзовый призёр Второй дивизиона зоны «Запад» (1):2006